# Rügenpark
Rügenpark er en forlystelsespark i Gingst på Østersøøen Rügen. Parken er åben fra april til begyndelsen af november. Med sine 40.000 m² og ca. 15 forlystelser hører den til de mindre tyske forlystelsesparker.
Forlystelserne, der er inkluderet i entreprisen tæller blandt andet rutsjebaner, karruseller, mekaniske rideheste for børn og en børne-zoo med geder og får. Desuden kører en jernbane ved navn Emma en tur rundt i parken. En bevægelig gengivelse af en dinosaur i naturlig størrelse er et populært fotomotiv.
Parken fungerer desuden som miniaturepark med omkring 100 modeller af internationale seværdigheder så som Frihedsgudinden, Det skæve tårn i Pisa og Rigsdagsbygningen i Berlin. En del af parken er helliget Rügen, hvor de vigtigste bygninger er gengivet i model.